# Alfred Dufour
Pour les articles homonymes, voir Dufour.
Alfred Dufour, né le 3 décembre 1938 à Zurich, est historien du droit.

## Biographie
Alfred Dufour étudie le droit jusqu'en 1961 et les sciences humaines jusqu'en 1962 aux universités de Genève, Heidelberg et Fribourg-en-Brisgau. Il obtient un doctorat en 1971.
À partir de 1963, il occupe divers postes à l'université de Genève, obtenant le titre de professeur à partir de 1974 et étant doyen entre 1986 et 1989.
Il produit de nombreuses publications notamment sur l'histoire et la philosophie du droit.

## Œuvres
- (de) Alfred et Gabrielle Dufour, Jeanne Hersch. Schwierige Freiheit. Gespräche. Benziger, 1986.  (ISBN 978-3-545-34057-2)
- Alfred Dufour. Droits de l'homme, droit naturel et histoire : Droit, individu et pouvoir de l'école du droit naturel à l'école du droit historique. P.U.F. Paris. Léviathan, 1991.  (ISBN 978-2-13-043869-4)
- Alfred Dufour. Mariage et société moderne: Les idéologies du droit matrimonial moderne. Freiburg, 1997.  (ISBN 978-2-8271-0758-2)
- Alfred Dufour. Histoire de Genève. Coll. Que sais-je. P.U.F. Paris. 1997.  (ISBN 978-2-1304-8009-9)
- Alfred Dufour (éd.) : Pacte, Convention, Contrat : Mélanges en l'honneur du professeur Bruno Schmidlin. Université de Genève, 1998.  (ISBN 978-3-7190-1654-8)
- Alfred Dufour. Hommage à Pellegrino Rossi (1787-1848). Helbing et Lichetenhahn. Bâle. 1998.  (ISBN 3-7190-1764-8)
- Alfred Dufour (éd.): Bonaparte, la Suisse et l'Europe. Berliner Wiss.-Verl., 2002.  (ISBN 978-3-7255-4679-4)
- Alfred Dufour. Friedrich Carl von Savigny (Cf. Vom Beruf unserer Zeit für Gesetzgebung und Rechtswissenschaft, Heidelberg, Mohr et Zimmer, 1814). De la Vocation de Notre Temps pour la Législation et la Science du Droit. Traduction, introduction et notes. P.U.F. Paris, 2006.  (ISBN 978-2-13-055036-5)
- Alfred Dufour. Une Heure avec Rousseau. Entre deux feux, Rousseau et "la religion de Genève". Ouvrage collectif dirigé par Yves Bordet. Éditions Xenia. Vevey, 2012.  (ISBN 978-2-88-8921424).
- Alfred Dufour. Jean-Jacques Rousseau. Sur la Religion. Anthologie présentée et commentée. Éditions du Cerf, Paris, 2021.  (ISBN 978-2-204-14666-1)

## Doctoratshonoris causa
Université Paris Assas (2021)